# Awaken Reloaded
Awaken es el primer mixtape de la cantautora estadounidense Keke Palmer. Se lanzó oficialmente el 18 de marzo de 2011 para su descarga en sitios web de descarga de mixtapes. No se ha lanzado como descarga digital ni como álbum. Tres de las canciones aparecen en el álbum debut de Palmer, «So Uncool». El único sencillo, «The One You Call», se publicó en iTunes el 8 de enero de 2011 y se envió a la radio Urban ese mismo día. También se lanzó un videoclip para la canción. Se estrenó en el canal oficial de YouTube de Palmer y en iTunes.

## Antecedentes
Palmer lanzó Awaken como adelanto de su próximo álbum, cuyo lanzamiento estaba previsto para 2012. Palmer esperaba que el mixtape aumentara el interés por su próximo álbum. Tres temas del mixtape aparecieron en su álbum debut, So Uncool «The Game Song», «Bottoms Up» y «Keep it Movin'», todos ellos lanzados en 2007.

## Promoción
Palmer cantó su canción «Top of the World» en el Macy's Thanksgiving Day Parade de 2009, en la carroza de Build-a-Bear Workshop. Palmer también filtró muchas de las canciones en su canal oficial de YouTube antes del lanzamiento del mixtape.

## Recepción crítica
Las críticas de Awaken son en su mayoría positivas, muchas de ellas elogian la voz de Palmer, pero cuestionan su capacidad para entrar en las listas de éxitos.
Peggy Oliver, de The Urban Music Scene, dijo: «La voz cristalina de Palmer es agradable y conmovedora. En cuanto a la música de Awaken, la producción es limpia, pero hay varios puntos de auto-tune y coros mediocres en ciertos lugares, lo que parece habitual en el mercado urbano actual. Por lo tanto, la cuestión no es si Palmer tiene muy buenas capacidades vocales. Se trata de si su música, en este momento, puede competir con el talento vocal urbano más prolífico que está triunfando en las listas de éxitos hoy en día».
TerrellVanity.com también le dio una crítica positiva diciendo que las canciones SuperJerkin, Keke's Love, «Hard To Breathe» y «The One you Call» eran sus favoritas. También dijeron que podían imaginar «Get Out My Head» sonando en la radio.

## Lista de canciones
| N.º   | Título                                                          | Duración |  |
| 1.    | «Top of the World»                                              | 3:19     |  |
| 2.    | «Edit (You Out My Life)»                                        | 3:50     |  |
| 3.    | «New Boyfriend»                                                 | 3:06     |  |
| 4.    | «Super Jerking»                                                 | 3:14     |  |
| 5.    | «Keke's Love»                                                   | 4:24     |  |
| 6.    | «Hard to Breathe»                                               | 3:18     |  |
| 7.    | «Get Out My Head»                                               | 4:18     |  |
| 8.    | «The One You Call»                                              | 3:06     |  |
| 9.    | «Shut Up, Stop Lying» (bonus track)                             | 4:00     |  |
| 10.   | «Change It Up» (theme song from True Jackson, VP) (bonus track) | 2:35     |  |
| 40:01 |                                                                 |          |  |

## The One You Call
The One You Call es el único sencillo publicado del primer mixtape de Keke Palmer, Awaken. La canción se lanzó el 7 de diciembre de 2010. El 27 de enero de 2011, la canción se envió a las emisoras de radio urbanas. El videoclip oficial se lanzó el 23 de noviembre de 2010. Debido a la falta de promoción y difusión en la radio, la canción no entró en ninguna lista de éxitos, a diferencia de su anterior sencillo, que alcanzó el puesto número 30 en la lista «Portugal Singles Top 50».  Solo se reprodujo 272 veces en la radio estadounidense durante 2010. 

### Vídeo musical
El vídeo musical oficial se estrenó el 23 de noviembre de 2010. Fue dirigido por Gabe Evans y Ryan Parma. El vídeo muestra a la cantante pasando el rato con sus amigos mientras el interés amoroso de Palmer empieza a llamarla y enviarle mensajes de texto a su teléfono. Sin embargo, ella sabe que él acaba de romper con su novia y ahora está revisando su teléfono para ver quién contesta.

### Concurso Scratch That DJ
El 20 de febrero de 2011, Palmer inició un concurso llamado «Scratch That DJ Contest». Palmer inició el concurso para encontrar un DJ que pudiera viajar con ella en su próxima gira. Para participar en el concurso, el DJ debe crear una nueva versión del sencillo de Palmer «The One You Call». El 6 de marzo de 2011, Palmer publicó una versión a capela de la canción en su canal oficial de YouTube.